# Hatem Ali
Hatem Ali  (em árabe, حاتم علي)‎; (2 de junho de 1962 — 29 de dezembro de 2020) foi um realizador e actor sírio. Também foi director de televisão e  cinema.
No ano 1986, Ali ganhou aceitação nas artes do teatro, e trabalhou como mestre de actuação no Instituto Superior de Artes Dramáticas de Síria.
Várias anomalias têm sido identificadas por críticos e profissionais que expõem uma grande diferença entre a história da versão de Akkad do Islão e a história da versão de Hatem Ali do Islão. A diferença da versão cinematográfica, a versão da telenovela é muito longa e alguns detalhes são problemáticos. Portanto, os espectadores não entenderam por que o director se centrou na história de Ouahchi (o assassino de Hamza), se convertendo em muito loquaz e sobretudo em construir uma história de amor com outro escravo negro. O director Hatem Ali dedicou-lhe mais espaço que Bilal, que era um pouco herói na versão feita por Akkad em 1975.
Morreu em 29 de dezembro de 2020, aos 58 anos de idade, em Cairo.

## Obra

### Filmografia
Direcção
- Al-Layl al-Taweel (A longa noite) (protagonista - a actriz tunisina Anissa Daoud)
- Al Oshak (Os Amantes)
- Shaghaf (Paixão)

### Televisão
Direcção de séries de TV
- Safar  (Traveling)
- Al Fosoul Al Arbaa'a (As Quatro Estações, (1ª e 2ª partes)
- Maraya 98
- Maraya 99
- Aelati Wa Ana  (Minha Família e Eu (2000)
- Al Zier Salem (2000)
- Salah Al Din (2001) uma série acerca Salah Ao Din
- Sakr Quraish (Quraish Hawk) (2002)
- Rabea Qurtoba (Córdoba primavera) (2003)
- Al Taghrieba Al Felastineya (2003)
- Ahlam Kabiera (Grandes Sonhos (2004)
- Molouk Al Tawaef (2005)
- Asey Addame (2005)
- Asa Toul Al Ayam (Todos os Dias) (2006)
- Al Malek Farouk (Rei Faruq) (2007)
- Seraa Asa El Remal (2008)
- Omar ibn al-Khattab (TV séries) (Ramadão de 2012)
- Al-Arrab 1 (2015)
- Orkidea (Ramadão de 2017)
- Em novembro de 2017, começa a série de televisão Farid al-Atrash.
- Hagar Gohanam: Black Widows (2017)

#### Como escritor de séries de TV
Ali escreveu guiões para as seguintes séries:
- Muaziek
- Qous Qazah (Arco íris)
- Al Qelaa (O Castelo)

### Como actor
- Daerat Al Nar (Círculo de Fogo)
- Hegrat Al Qalb Ila Al Qalb
- Al Gawareh
- Al Ragol S (Mr. S)
- Abou Kamel

## Teatro
Direcção
- Mat Thalath Marrat (Morrido três vezes)
- Ahl Al Hawa (Gente de Instintos)
- Albareha, Alyawm Waghadan (Ontem, Hoje e Manhã)

## Outras publicações

### Livros
- Mawt Modares Al Tariekh Al Agouz (Morte do antigo maestro de história)
- Hadath Wama Lam Yahdouth (O que sucedeu e o que não?)
- Tholatheyet Al Hesar (Trilogia de bloqueio)

## Galardões
- Prémio à melhor direcção, por filme de TV Akher Al Lail (A Última Parte Nocturna) Cairo TV Festival.
- Prémio à melhor direcção, por séries de TV Safar (Traveling) Cairo TV Festival.
- Prémio de primeiro trabalho de ouro, pela série de televisão Al Zeir Salem. Bahrain festival.
- Prémio de prata pela série de TV Maraya 98. Cairo TV Festival.
- Prémio de bronze pela série de TV Al Fosoul Al Arbaa'a (As Quatro Estações). Bahrain festival
- Prémio dourado à melhor direcção, pela série de televisão Salah Al Din. Cairo TV Festival.
- Prémio à melhor direcção, por Salah Al Din. Festival de Tunísia
- Prémio à melhor direcção, pela série de TV Sakr Quraish (Halcón de Quraish). Cairo TV Festival.
- Prémio à melhor direcção, pela série de TV Al Malek Farouk (O Rei Farouk). Cairo TV Festival
- Prémio de trabalho de prata para a série de TV Asa Toul Al Ayam (Todos os Dias). Tunísia festival.
- Prémio Adonia ao melhor director do ano 2004, pela série Al Taghreba Al Felasteniya.
- Prémio Adonia ao melhor director do ano 2005, pela série Molouk Al Tawaef.
- Prémio de trabalho de prata para a série Molouk Al Tawaef. Festival de Tunísia.